# Framtiden med Hannah Fry
Framtiden med Hannah Fry (engelska: The Future with Hannah Fry) är en brittisk dokumentärserie som hade premiär den 22 februari 2023. Serien som består av sex avsnitt hade premiär på SVT Play den 18 september 2024.

## Handling
I serien utforskar matematikprofessorm Hannah Fry vad händer med samhället när vi kommer att kunna leva i 150 år? Vad ska vi göra med alla dessa extraår och vad kommer lycka att innebära?